# Brunn (Heiligenstadt in Oberfranken)

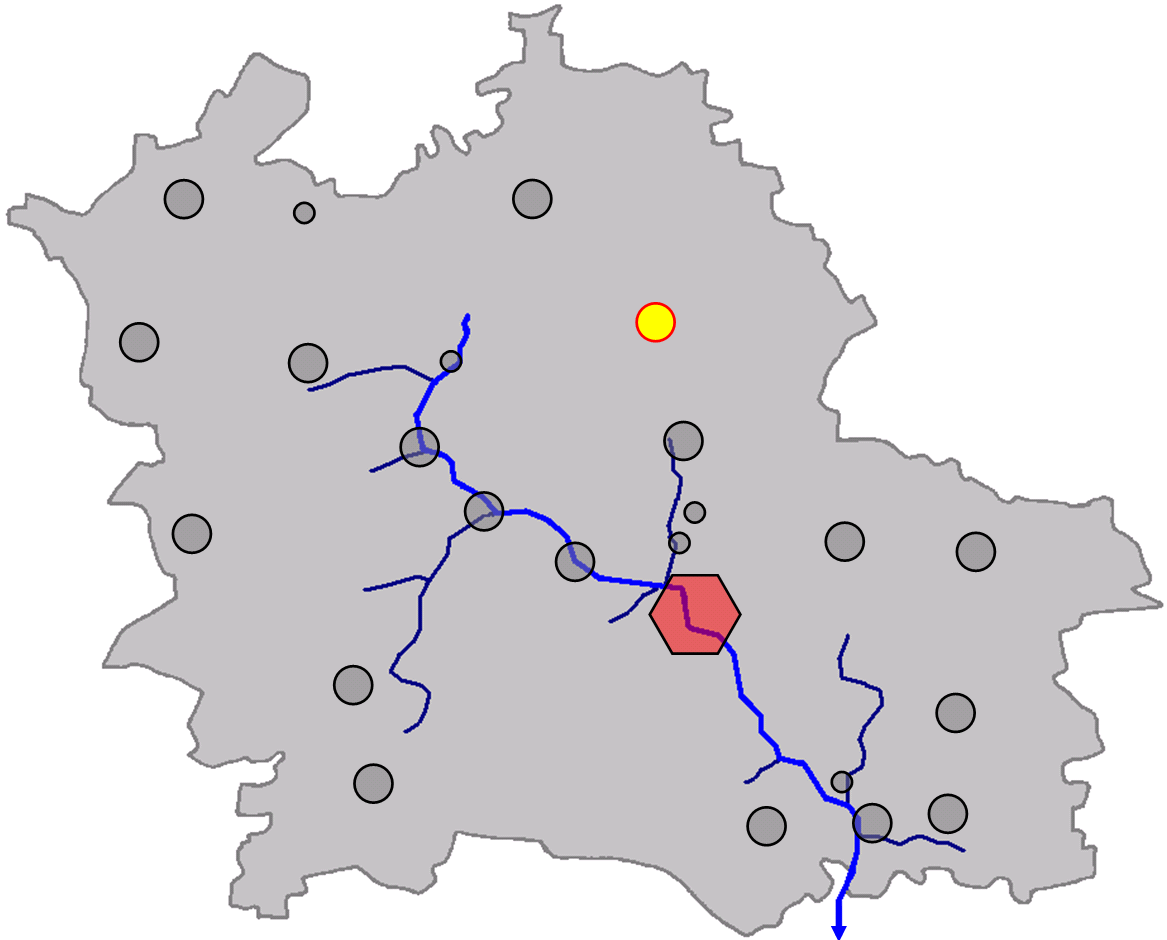
Lage von Brunn im Markt Heiligenstadt in Oberfranken

Brunn ist ein Gemeindeteil des Marktes Heiligenstadt i.OFr. im oberfränkischen Landkreis Bamberg in Bayern.
Das Pfarrdorf liegt auf einer Hochfläche zwischen Hohenpölz und Schloss Greifenstein und hat etwa 135 Einwohner. Die Gemarkung Brunn umfasst 557 Hektar.

## Zugehörigkeit
Die evangelische Kirchengemeinde Brunn bildet zusammen mit Aufseß eine Pfarrei. Die katholische Minderheit des Dorfs ist nach Heiligenstadt/Burggrub gepfarrt, besucht aber auch die Gottesdienste im näher gelegenen Hohenpölz.

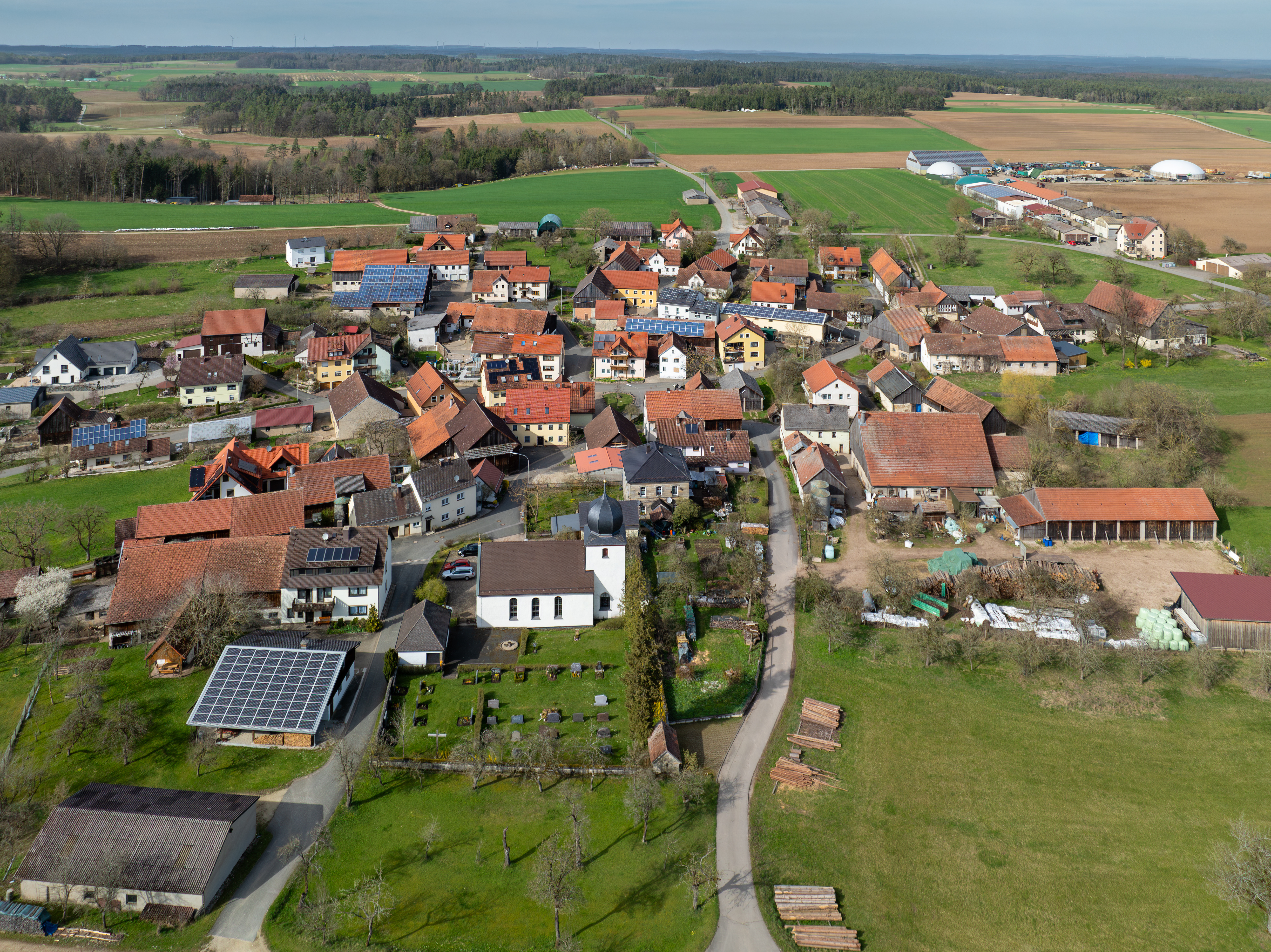
Brunn aus der Vogelperspektive

## Geschichte
Die erste schriftliche Nennung eines Ortes „Brunnin“ stammt aus der Zeit um 1120. Da dieser Ort aber nicht näher lokalisiert ist, könnte es sich aber auch um Brunn bei Weismain oder Bronn bei Pegnitz handeln. Die nächste Erwähnung aus dem Jahr 1224 ist aber ziemlich eindeutig, weil im gleichen Zusammenhang auch Aufseß genannt wird.
Wie in vielen anderen Gemeindeteilen des Marktes Heiligenstadt i.OFr. haben auch dort die Herren von Aufseß die Anfänge des Dorfes geprägt.
Am 1. Januar 1971 wurde Brunn im Zuge der Gebietsreform in Bayern in den Markt Heiligenstadt in Oberfranken eingegliedert.

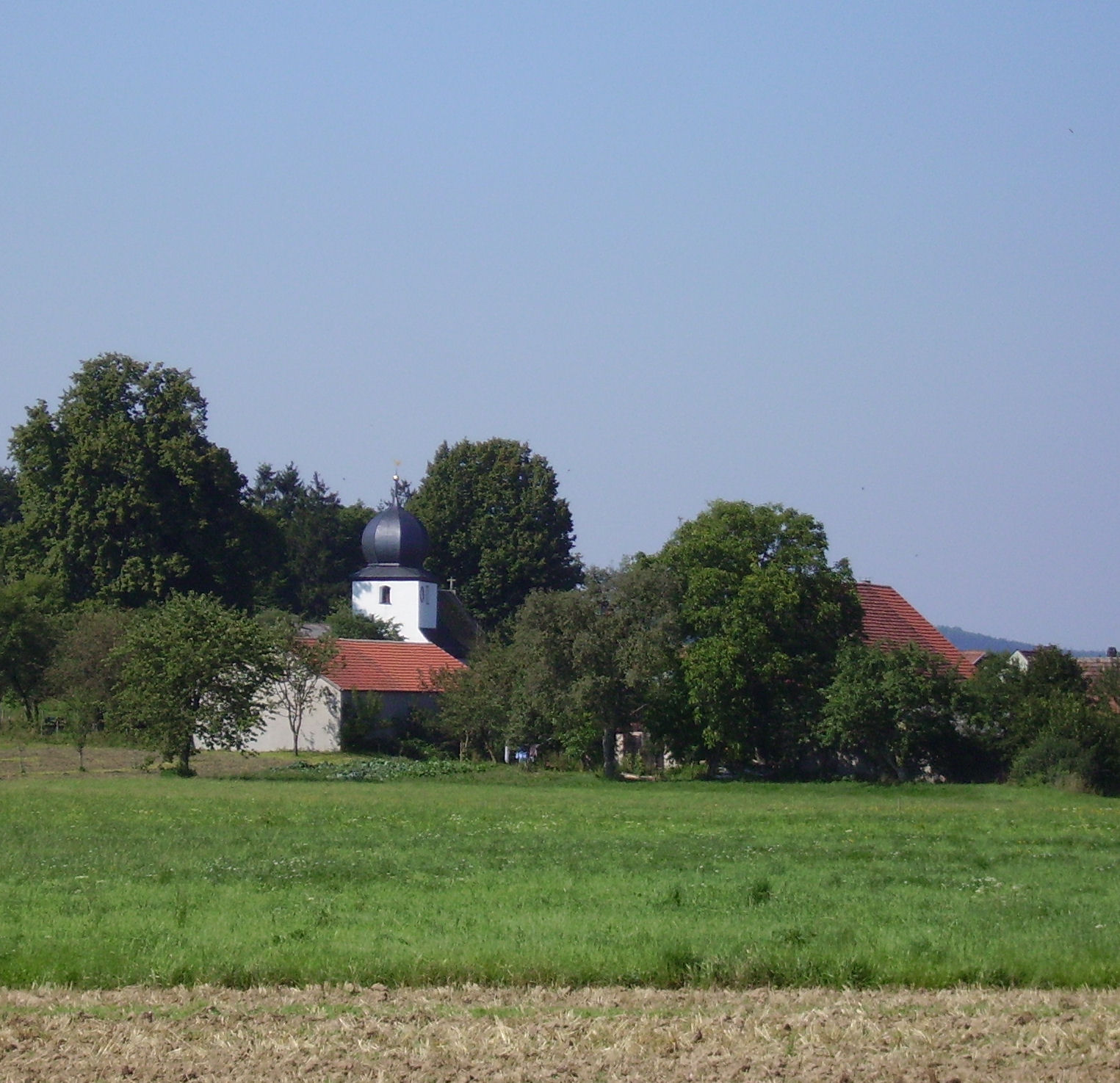
Ortsansicht mit Kirche
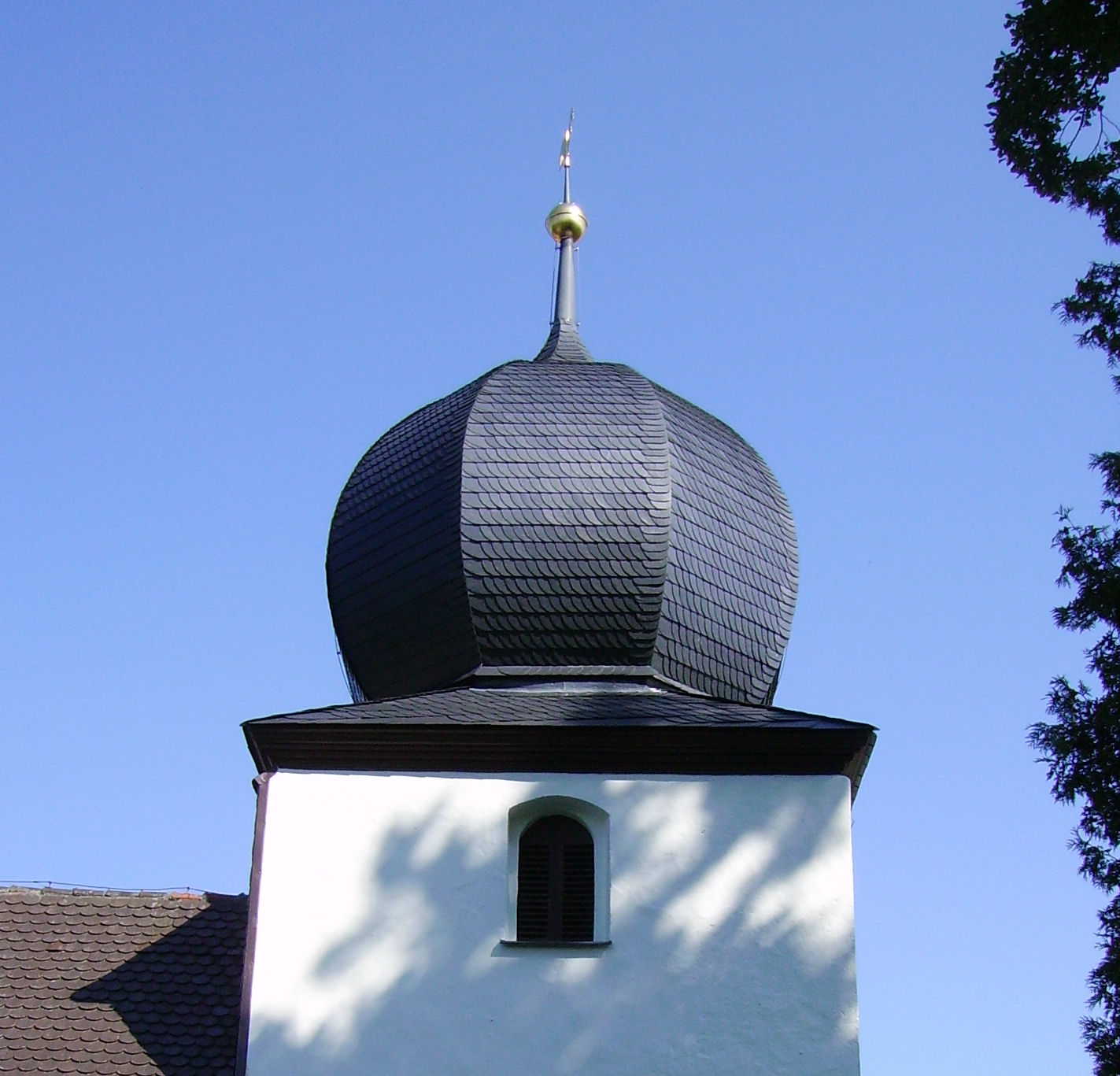
Kirchturm
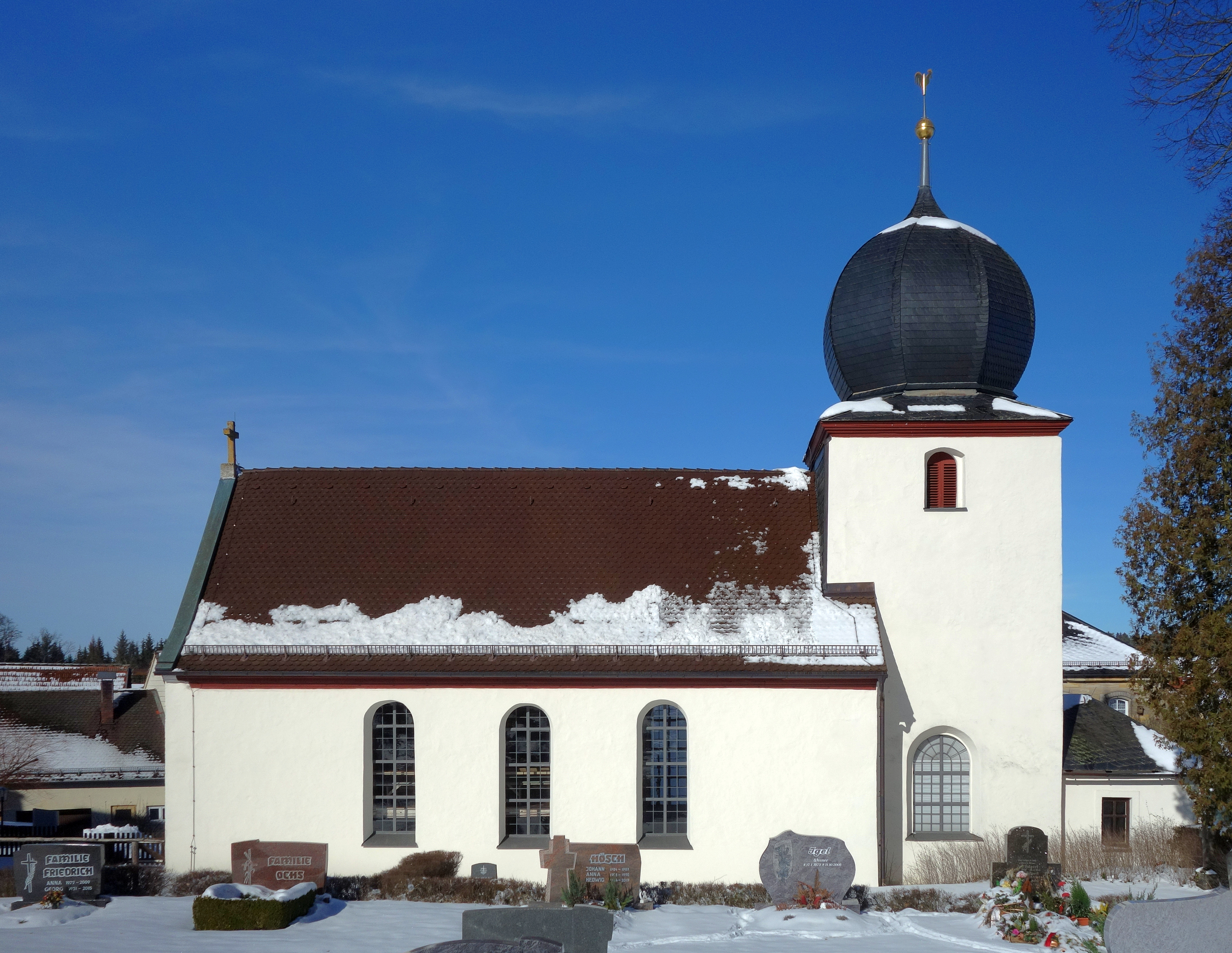
Evangelische Kirche
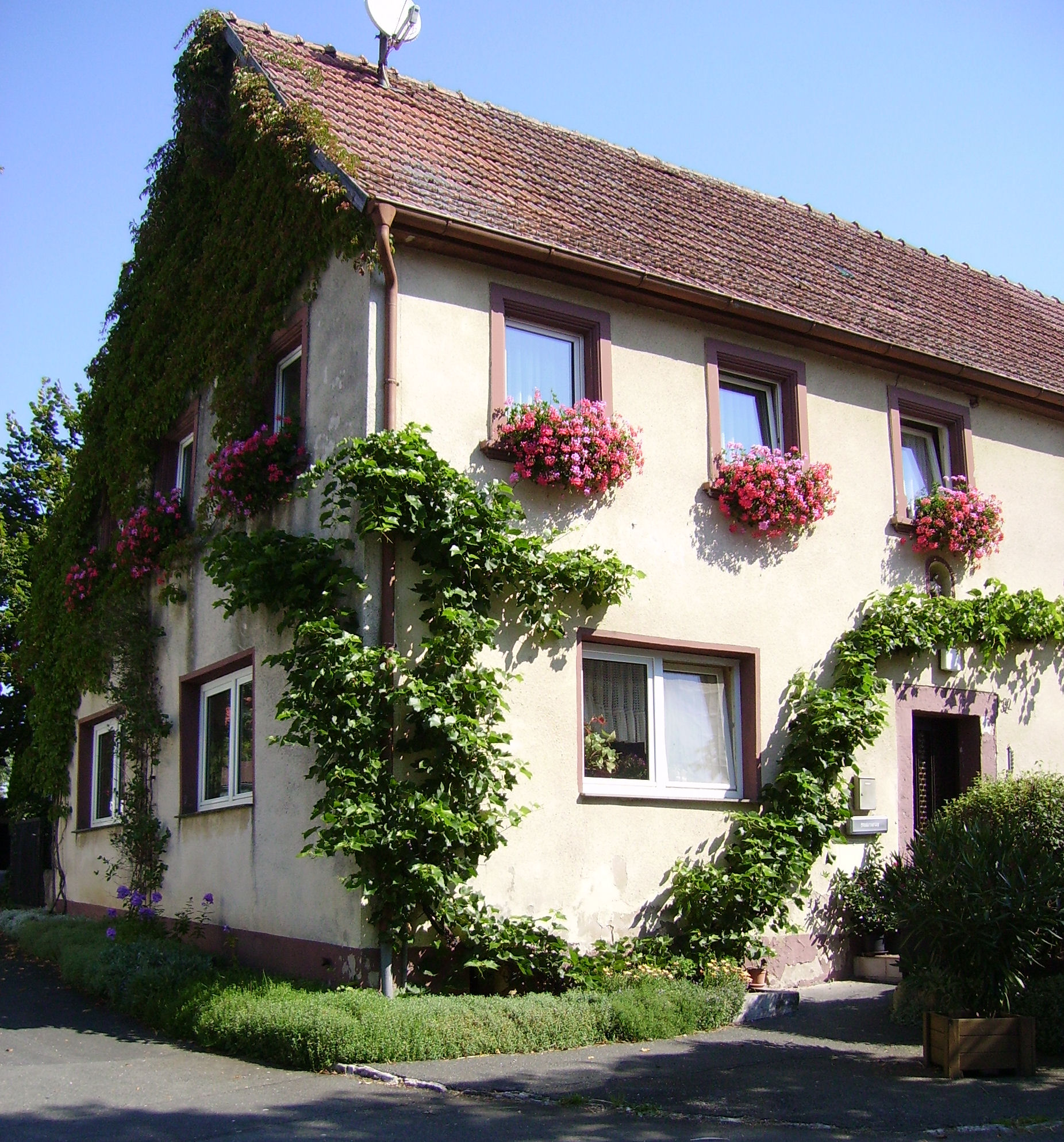
Bauernhaus

### Alte Beschreibungen

#### Topographie des Fürstentums Bamberg (1752)
In Biedermanns Topographie des Fürstentums Bamberg aus dem Jahr 1752 wird Brunn folgendermaßen beschrieben:
„Ein Dorf mit einer evangelischen Kirche und 29 Haushaltungen unter dem Oberamt Hollfeld und in dessen Vogteiamt gleichen Namens, zwischen Aufseß, Neuhaus, Beckendorf und Greifenstein, davon 9 Mann dem Hochstift ins Amt, 2 Mann dem Hochwürdigen Domkapitel in Bamberg, 2 Mann dem Fürstlichen Hause Brandenburg-Culmbach ins Amt Streitberg, 14 Mann dem Baron Schencken v. Stauffenberg zum Schloß Greifenstein und 2 Mann dem Baron v. Seckendorff zum Schloß Unterleinleiter gehören. Das Hochstift hat das Episcopalrecht bei der Kirche und die hohe Jurisdiction, welche letztere teils durch das Amt Hollfeld, teils auch durch das Amt Ebermannstadt in ihren abgesonderten Districten exerciert wird. Der Baron Schenck v. Stauffenberg ist alleiniger Dorfs- und Gemeinherr und hat mit denen Barons u. Aufseß im unteren Schloß die Kuppeljagd. Den Zehenden erheben teils das Hochstift, teils der Baron Schenck v. Stauffenberg, teils der Baron v. Seckendorff wegen Draindorf, teils die Löffelholz v. Kolberg zu Nürnberg, teils die Evangelische Pfarrei zu Heiligenstadt und teils das hiesige Gotteshaus selbsten. Die Kirche ist eine Filiale von der evangelischen Mutterkirche zu Heiligenstadt, darinnen des Jahrs nur 2 mal öffentlich Gottesdienst gehalten wird. Sie hat ihren eigenen Gottesacker, worin alle dasigen Leuthe begraben werden. Hingegen müssen die Einwohner die übrigen parochialis in Heiligenstadt verrichten lassen. Dergleichen sind dem Canton Gebürg immatriculiert und man weiß aus sicheren Urkunden, daß dieses Brunn ehehin größtentheils denen v. Aufseß zuständig gewesen, welche dermalen außer der Jagd und etlichen Lehenleuten nichts mehr da haben. Welchen Anteil besaß noch Johann Valentin v. Aufseß im 16. Jahrhundert. Nach seinem Ableben kam er auf die einzige Erbtochter Barbara, die ihn durch Marriage an den damaligen Chur-brandenburgischen Geheimen Rath Christian v. Bellin gebracht, welcher ihn nachher käuflich in andere Hände gegeben hat. Im Dorf trifft man weder eine Mühl noch ein fließendes Wasser an, doch aber Brunnen, deren frische Quellen denen Einwohnern wohl zu stehen kommen. Die Abflüsse daselbsten rinnen den Berg hinab und gehen zur Leinleiter.“

#### Ludwig Hollfelder (1914)
Der Hilfslehrer Ludwig Hollfelder schilderte im Jahr 1914 Brunn sinngemäß so:
„Brunn, ein Pfarrdorf im Bezirksamt Ebermannstadt, mit 34 Häusern und 193 Einwohner, davon 166 Protestanten. Der Ort liegt 500 m über dem Meer auf der Höhe der Fränkischen Schweiz. Das Klima ist entsprechend rauh, aber gesund. In der Nähe des Dorfes gibt es ausgedehnte Waldungen, das Quellwasser ist gut. Steuerlich zuständig ist das Rentamt Waischenfeld, gerichtlich das Amtsgericht Hollfeld, Poststation ist Heiligenstadt, Bahnstation Hollfeld, dort befinden sich auch Arzt und Apotheke. Die Wegeverhältnisse sind schlecht. Die Bevölkerung ernährt sich von der Landwirtschaft, ein Wirtshaus ist vorhanden.“